# بنی صالح
بنی ساله (beni saleh)، از عشایر عرب استان خوزستان هستند که در ناحیه دشت میشان و اطراف شهرستان اهواز به‌سر می‌برند.